# Steuervergütungsanspruch
Der Steuervergütungsanspruch ist ein Anspruch aus dem Steuerschuldverhältnis (§ 37 Abs. 1 AO), den derjenige haben kann, der eine Steuer zwar wirtschaftlich getragen, aber nicht als Steuerschuldner entrichtet hat.
Die für die Steuerfestsetzung geltenden Vorschriften sind auf die Festsetzung einer Steuervergütung sinngemäß anzuwenden (§ 155 Abs. 5 AO).
Die Steuergesetze bestimmen, wer Steuerschuldner oder Gläubiger einer Steuervergütung ist (§ 43 Satz 1 AO). Ein Beispiel ist die Vergütung der Vorsteuerbeträge an im Ausland ansässige Unternehmer gem. § 18 Abs. 9 UStG. 
Er ist vom Steuererstattungsanspruch zu unterscheiden, der sich auf die Rückzahlung einer ohne Rechtsgrund geleisteten Steuer richtet.